# Hans-Erik Dyvik Husby
Hans-Erik Dyvik Husby, född 15 juni 1972 i Gravdal i Vestvågøy, död 19 november 2021 i Oslo, var en norsk sångare, låtskrivare och skådespelare. Han var sångare i Turbonegro och även känd under artistnamnen Hank von Helvete, Hank von Hell, Hertis, Hertugen och Herr Tugen.

## Biografi
Husby bodde i Å på Lofoten tills han var tre år. Familjen flyttade sedan till Fauske, Rognan och Tvedestrand. Han var fram till 2010 frontfigur i det norska rockbandet Turbonegro, som han hade spelat i sedan tidigt 1990-tal.
År 1998 fick Husby ett nervöst sammanbrott på grund av heroinmissbruk när Turbonegro var på turné i Italien. Därefter blev bandet tvunget att lägga ner, men gjorde senare comeback 2002 med tre festivalspelningar den sommaren. År 2003 släppte gruppen albumet Scandinavian Leather. Enligt egen utsago lyckades Husby ta sig ur sitt missbruk med hjälp av drogavvänjningsprogrammet Narconon. Han lämnade också Turbonegro 2010 för ett nytt familjeliv i Sverige.

### Skådespelande och annat
Som skådespelare spelade Husby titelrollen i Andrew Lloyd-Webbers musikal Jesus Christ Superstar på Det norske teatret i Oslo hösten 2009.
Han gestaltade Cornelis Vreeswijk i filmen Cornelis regisserad av Amir Chamdin. Inspelningen ägde rum 2010 och filmen hade premiär den 12 november samma år.
I samband med filmarbetet spelade han in en skiva med musik av Vreeswijk, I ljuset av Cornelis (Warner Music 2011). Han inledde också ett samarbete med sonen Jack Vreeswijk med bland annat en gemensam konsertturné i Sverige. I november 2012 sände Sveriges Television programmet Två på resa, där Husby tog med Jack Vreeswijk på en resa till sina uppväxttrakter vid Lofoten. 
Från oktober 2015 spelade han rollen som Ole Bramserud i urproduktionen av musikalen Sällskapsresan – baserad på Lasse Åbergs film Sällskapsresan (1980) – på Nöjesteatern i Malmö och Chinateatern i Stockholm.

## Diskografi
Studioalbum (solo)
- I Ljuset Av Cornelis (2010)
- Egomania (2018)
- Dead (2020)

Singlar
- "Idiotsong" (2004) (med Schtimm)
- "Waybackthens" (2004) (med Schtimm)
- "Rom for alle" (2009) (med Maria Solheim)
- "No One" (2013)
- "Halden fengsel blues" (2014)
- "Frelsens dag" (2014)
- "Bum to Bum" (2018)
- "Blood" (2018)
- "Pretty Decent Exposure" (2018)
- "Fake It" (2019)
- "I see a Darkness" (2020)
- "Disco" (2020)
- "Radio Shadow" (2020)
- "Monkey Song" (2020)
- "Crown" (2020) (med Guernica Mancini)
- "Turistens klagan" (2021)

## Teater

### Roller
| År   | Roll     | Produktion                                                                     | Regi              | Teater                |
| ---- | -------- | ------------------------------------------------------------------------------ | ----------------- | --------------------- |
| 2015 | Ole      | Sällskapsresan Bengt Palmers och Jakob Skarin                                  | Anders Albien     | Nöjesteatern          |
| 2016 | Ole      | Sällskapsresan Bengt Palmers och Jakob Skarin                                  | Anders Albien     | Chinateatern          |
| 2019 | Sarastro | Trollflöjten (Die Zauberflöte) Wolfgang Amadeus Mozart och Emanuel Schikaneder | Melanie Mederlind | Göteborgs stadsteater |